# Kaki (Iran)
Pour les articles homonymes, voir Kaki (homonymie).
Kaki est une ville d'Iran située à environ 90 km au sud-est de la ville côtière de Bouchehr dans la province de Bouchehr.
Sa population était de 9,893 habitants en 2006.
Le 9 avril 2013, un tremblement de terre d'une intensité de 6,1 sur l'échelle de Richter y fait plusieurs dizaines de victimes.